# Eliminatórias da Copa do Mundo FIFA de 2014 - Europa (Grupo F)
O Grupo F das eliminatórias da Europa para a Copa do Mundo FIFA de 2014 foi formado por Portugal, Rússia, Israel, Irlanda do Norte, Azerbaijão e Luxemburgo.
O vencedor do grupo qualificou-se automaticamente para a Copa do Mundo de 2014. Além dos demais oito vencedores de grupos, os oito melhores segundos colocados avançaram para a segunda fase, disputada no sistema de play-offs.

## Classificação
| Pos | Equipe           | Pts | J  | V | E | D | GP | GC | SG  | Classificado                              |  | RUS | POR | ISR | AZE | NIR | LUX |
| --- | ---------------- | --- | -- | - | - | - | -- | -- | --- | ----------------------------------------- |  | --- | --- | --- | --- | --- | --- |
| 1   | Rússia           | 22  | 10 | 7 | 1 | 2 | 20 | 5  | +15 | qualificadas para a Copa do Mundo de 2014 |  | —   | 1–0 | 3–1 | 1–0 | 2–0 | 4–1 |
| 2   | Portugal         | 21  | 10 | 6 | 3 | 1 | 20 | 9  | +11 | qualificadas para a segunda fase          |  | 1–0 | —   | 1–1 | 3–0 | 1–1 | 3–0 |
| 3   | Israel           | 14  | 10 | 3 | 5 | 2 | 19 | 14 | +5  | Eliminado                                 |  | 0–4 | 3–3 | —   | 1–1 | 1–1 | 3–0 |
| 4   | Azerbaijão       | 9   | 10 | 1 | 6 | 3 | 7  | 11 | −4  | Eliminado                                 |  | 1–1 | 0–2 | 1–1 | —   | 2–0 | 1–1 |
| 5   | Irlanda do Norte | 7   | 10 | 1 | 4 | 5 | 9  | 17 | −8  | Eliminado                                 |  | 1–0 | 2–4 | 0–2 | 1–1 | —   | 1–1 |
| 6   | Luxemburgo       | 6   | 10 | 1 | 3 | 6 | 7  | 26 | −19 | Eliminado                                 |  | 0–4 | 1–2 | 0–6 | 0–0 | 3–2 | —   |

## Resultados
| 7 de setembro de 2012 | Rússia                             | 2 – 0     | Irlanda do Norte | Estádio Lokomotiv, Moscou                        |
| 19:00 (UTC+4)         | Fayzulin 30' · Shirokov 78' (pen.) | FIFA UEFA |                  | Público: 14 300 Árbitro: ESP Antonio Mateu Lahoz |

| 7 de setembro de 2012 | Azerbaijão  | 1 – 1     | Israel     | Estádio Tofiq Bahramov, Baku           |
| 21:00 (UTC+5)         | Abishov 65' | FIFA UEFA | Natkho 50' | Público: 22 211 Árbitro: SVN Matej Jug |

| 7 de setembro de 2012 | Luxemburgo  | 1 – 2     | Portugal                         | Stade Josy Barthel, Luxemburgo            |
| 20:45 (UTC+2)         | Da Mota 13' | FIFA UEFA | Ronaldo 28' · Hélder Postiga 54' | Público: 8 125 Árbitro: EST Kristo Tohver |

| 11 de setembro de 2012 | Israel | 0 – 4     | Rússia                                         | Estádio Ramat Gan, Ramat Gan                  |
| 20:00 (UTC+3)          |        | FIFA UEFA | Kerzhakov 7', 64' · Kokorin 18' · Fayzulin 78' | Público: 28 131 Árbitro: ENG Mark Clattenburg |

| 11 de setembro de 2012 | Irlanda do Norte | 1 – 1     | Luxemburgo  | Parque de Windsor, Belfast                  |
| 19:45 (UTC+1)          | Shiels 14'       | FIFA UEFA | Da Mota 86' | Público: 10 674 Árbitro: SRB Vlado Glodović |

| 11 de setembro de 2012 | Portugal                                          | 3 – 0     | Azerbaijão | Estádio Municipal, Braga                      |
| 20:15 (UTC+1)          | Varela 63' · Hélder Postiga 85' · Bruno Alves 88' | FIFA UEFA |            | Público: 29 971 Árbitro: POL Szymon Marciniak |

| 12 de outubro de 2012 | Rússia       | 1 – 0     | Portugal | Estádio Lujniki, Moscou                    |
| 19:00 (UTC+4)         | Kerzhakov 6' | FIFA UEFA |          | Público: 54 212 Árbitro: HUN Viktor Kassai |

| 12 de outubro de 2012 | Luxemburgo | 0 – 6     | Israel                                                         | Estádio Josy Barthel, Luxemburgo             |
| 21:00 (UTC+2)         |            | FIFA UEFA | Radi 4' · Ben Basat 12' · Hemed 27', 74', 90+1' · Melikson 61' | Público: 2 631 Árbitro: CYP Leontios Trattou |

| 16 de outubro de 2012 | Rússia              | 1 – 0     | Azerbaijão | Estádio Lujniki, Moscou                         |
| 19:00 (UTC+4)         | Shirokov 84' (pen.) | FIFA UEFA |            | Público: 15 033 Árbitro: MKD Aleksandar Stavrev |

| 16 de outubro de 2012 | Israel                         | 3 – 0     | Luxemburgo | Estádio Ramat Gan, Ramat Gan                |
| 18:00 (UTC+2)         | Hemed 13', 48' · Ben Basat 35' | FIFA UEFA |            | Público: 20 400 Árbitro: AUT Harald Lechner |

| 16 de outubro de 2012 | Portugal           | 1 – 1     | Irlanda do Norte | Estádio do Dragão, Porto                       |
| 20:45 (UTC+1)         | Hélder Postiga 79' | FIFA UEFA | McGinn 30'       | Público: 48 711 Árbitro: GER Thorsten Kinhöfer |

| 14 de novembro de 2012 | Irlanda do Norte | 1 – 1     | Azerbaijão | Parque de Windsor, Belfast                   |
| 19:45 (UTC+0)          | Healy 90+6'      | Relatório | Aliyev 5'  | Público: 12 372 Árbitro: UKR Viktor Shvetsov |

| 22 de março de 2013 | Israel                                  | 3 – 3     | Portugal                                                   | Estádio Ramat Gan, Ramat Gan                 |
| 14:45 (UTC+2)       | Hemed 24' · Ben Basat 40' · Gershon 70' | Relatório | Bruno Alves 2' · Hélder Postiga 72' · Fábio Coentrão 90+3' | Público: 38 600 Árbitro: FRA Stéphane Lannoy |

| 22 de março de 2013 | Luxemburgo | 0 – 0     | Azerbaijão | Estádio Josy Barthel, Luxemburgo            |
| 20:15 (UTC+1)       |            | Relatório |            | Público: 1 324 Árbitro: IRL Padraigh Sutton |

| 26 de março de 2013 | Azerbaijão | 0 – 2     | Portugal                           | Estádio Tofiq Bahramov, Baku                |
| 21:00 (UTC+4)       |            | Relatório | Bruno Alves 63' · Hugo Almeida 79' | Público: 24 558 Árbitro: ENG Andre Marriner |

| 26 de março de 2013 | Irlanda do Norte | 0 – 2     | Israel                       | Parque de Windsor, Belfast                 |
| 19:45 (UTC+0)       |                  | Relatório | Refaelov 77' · Ben Basat 84' | Público: 11 200 Árbitro: EST Hannes Kaasik |

| 7 de junho de 2013 | Azerbaijão  | 1 – 1     | Luxemburgo | Estádio 8 km, Baku                        |
| 21:00 (UTC+5)      | Abishov 71' | Relatório | Bensi 80'  | Público: 9 258 Árbitro: HUN Mihály Fábián |

| 7 de junho de 2013 | Portugal          | 1 – 0     | Rússia | Estádio da Luz, Lisboa                     |
| 20:45 (UTC+1)      | Hélder Postiga 9' | Relatório |        | Público: 54 697 Árbitro: SVN Damir Skomina |

| 14 de agosto de 2013[a] | Irlanda do Norte | 1 – 0     | Rússia | Parque de Windsor, Belfast                    |
| 19:45 (UTC+1)           | Paterson 43'     | Relatório |        | Público: 11 178 Árbitro: NOR Tom Harald Hagen |

| 6 de setembro de 2013 | Rússia                                          | 4 – 1     | Luxemburgo  | Estádio Central, Cazã                      |
| 19:30 (UTC+4)         | Kokorin 1', 36' · Kerzhakov 59' · Samedov 90+3' | Relatório | Joachim 90' | Público: 18 525 Árbitro: SCO Robert Madden |

| 6 de setembro de 2013 | Irlanda do Norte       | 2 – 4     | Portugal                                          | Parque de Windsor, Belfast                  |
| 19:45 (UTC+1)         | McAuley 36' · Ward 52' | Relatório | Bruno Alves 21' · Cristiano Ronaldo 68', 77', 83' | Público: 13 629 Árbitro: NED Danny Makkelie |

| 7 de setembro de 2013 | Israel       | 1 – 1     | Azerbaijão      | Estádio Winter, Ramat Gan                       |
| 20:45 (UTC+3)         | Shechter 73' | Relatório | Amirguliyev 61' | Público: 21 250 Árbitro: SWE Stefan Johannesson |

| 10 de setembro de 2013 | Rússia                                       | 3 – 1     | Israel       | Estádio Petrovsky, São Petersburgo        |
| 19:00 (UTC+4)          | Berezutski 49' · Kokorin 52' · Glushakov 74' | Relatório | Zahavi 90+3' | Público: 21 107 Árbitro: GER Manuel Gräfe |

| 10 de setembro de 2013 | Luxemburgo                              | 3 – 2     | Irlanda do Norte           | Estádio Josy Barthel, Luxemburgo         |
| 20:15 (UTC+2)          | Joachim 45+1' · Bensi 78' · Jänisch 87' | Relatório | Paterson 14' · McAuley 82' | Público: 4 114 Árbitro: POL Robert Malek |

| 11 de outubro de 2013 | Azerbaijão                    | 2 – 0     | Irlanda do Norte | Estádio 8 km, Baku                           |
| 21:00 (UTC+5)         | Dadashov 58' · Shukurov 90+4' | Relatório |                  | Público: 10 100 Árbitro: ITA Andrea de Marco |

| 11 de outubro de 2013 | Luxemburgo | 0 – 4     | Rússia                                                      | Estádio Josy Barthel, Luxemburgo           |
| 20:30 (UTC+2)         |            | Relatório | Samedov 9' · Fayzulin 39' · Glushakov 45+2' · Kerzhakov 73' | Público: 5 354 Árbitro: SUI Stephan Studer |

| 11 de outubro de 2013 | Portugal          | 1 – 1     | Israel        | Estádio José Alvalade, Lisboa                 |
| 20:45 (UTC+1)         | Ricardo Costa 28' | Relatório | Ben Basat 85' | Público: 48 317 Árbitro: NOR Tom Harald Hagen |

| 15 de outubro de 2013 | Azerbaijão  | 1 – 1     | Rússia       | Bakcell Arena, Baku                        |
| 22:00 (UTC+5)         | Javadov 90' | FIFA UEFA | Shirokov 16' | Público: 11 000 Árbitro: SRB Milorad Mažić |

| 15 de outubro de 2013 | Israel        | 1 – 1     | Irlanda do Norte | Estádio Winter, Ramat Gan                    |
| 20:00 (UTC+3)         | Ben Basat 43' | FIFA UEFA | Davis 72'        | Público: 12 785 Árbitro: FRA Laurent Duhamel |

| 15 de outubro de 2013 | Portugal                                   | 3 – 0     | Luxemburgo | Estádio Cidade de Coimbra, Coimbra           |
| 18:00 (UTC+1)         | Varela 30' · Nani 36' · Hélder Postiga 78' | FIFA UEFA |            | Público: 18 955 Árbitro: TUR Bülent Yıldırım |

## Artilharia
6 gols
- Eden Ben Basat
- Tomer Hemed
- Hélder Postiga

5 gols
- Aleksandr Kerzhakov

4 gols
- Bruno Alves
- Cristiano Ronaldo
- Aleksandr Kokorin

3 gols
- Viktor Fayzulin
- Roman Shirokov

2 gols
| - Ruslan Abishov - Stefano Bensi - Daniel da Mota | - Aurélien Joachim - Gareth McAuley - Martin Paterson | - Silvestre Varela - Denis Glushakov - Aleksandr Samedov |

1 gol
| - Rauf Aliyev - Rahid Amirguliyev - Rufat Dadashov - Vagif Javadov - Mahir Shukurov - Rami Gershon - Maor Melikson - Bibras Natkho | - Maharan Radi - Lior Refaelov - Itay Shechter - Eran Zahavi - Mathias Jänisch - Steven Davis - David Healy - Niall McGinn | - Dean Shiels - Jamie Ward - Hugo Almeida - Fábio Coentrão - Ricardo Costa - Nani - Vasili Berezutski |